# 西里银鳞蛛
西里银鳞蛛（学名：Leucauge celebesiana），又名小肩斑銀腹蛛，为肖峭科银鳞蛛属的动物。分布于日本、印度、印度尼西亚等东南亚国家以及中国大陆的湖北、江西、浙江、香港等地。该物种的模式产地在日本。